# آتن (تگزاس)
آتن، تگزاس(به انگلیسی: Athens, Texas) شهری شهرستان هندرسون ایالت تگزاس از ایالات جنوبی ایالات متحده آمریکا است. در سرشماری سال ۲۰۰۰، جمعیت این شهر ۱۲۴۵۸ نفر اعلام شد.

## نگارخانه

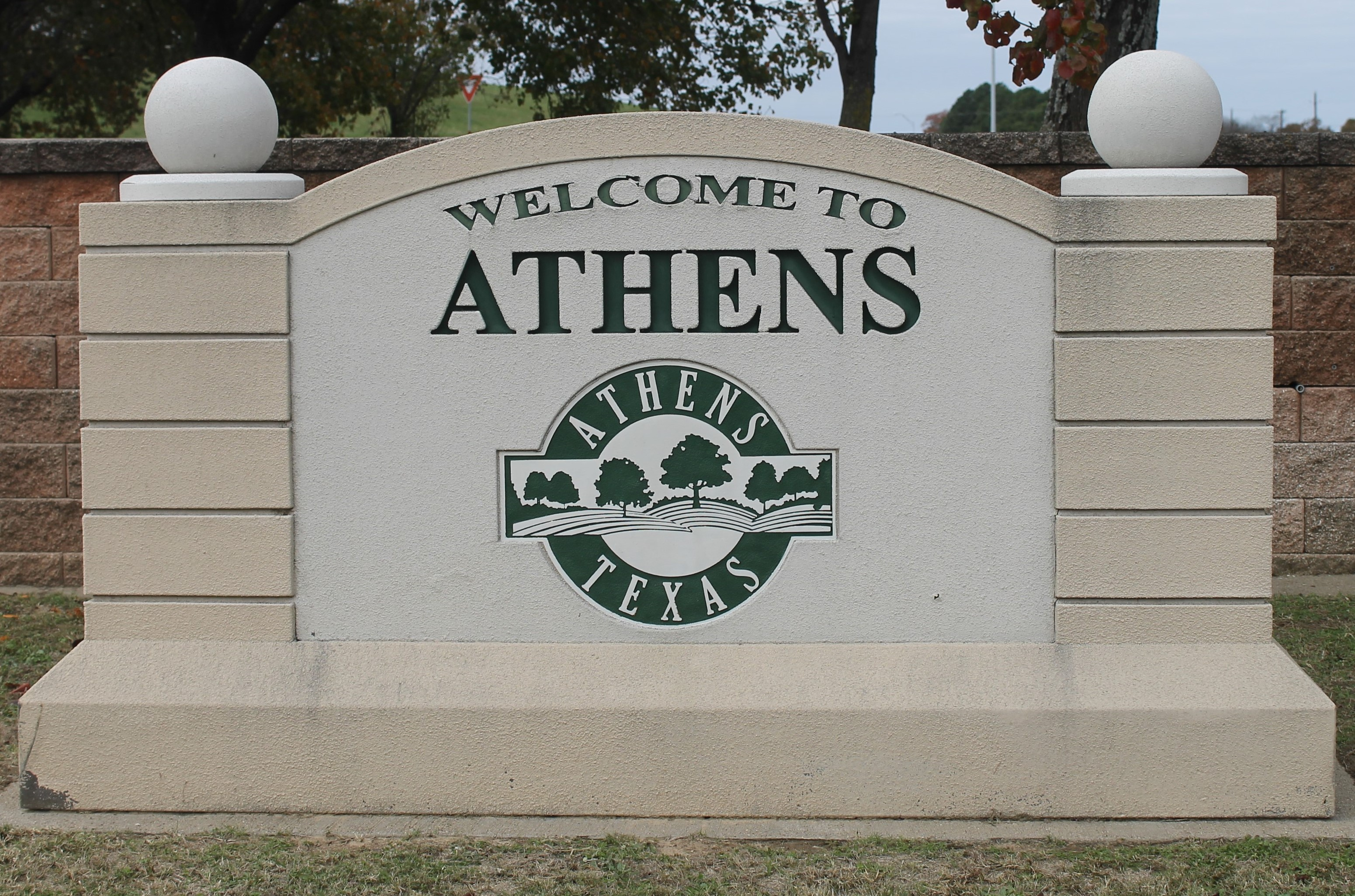
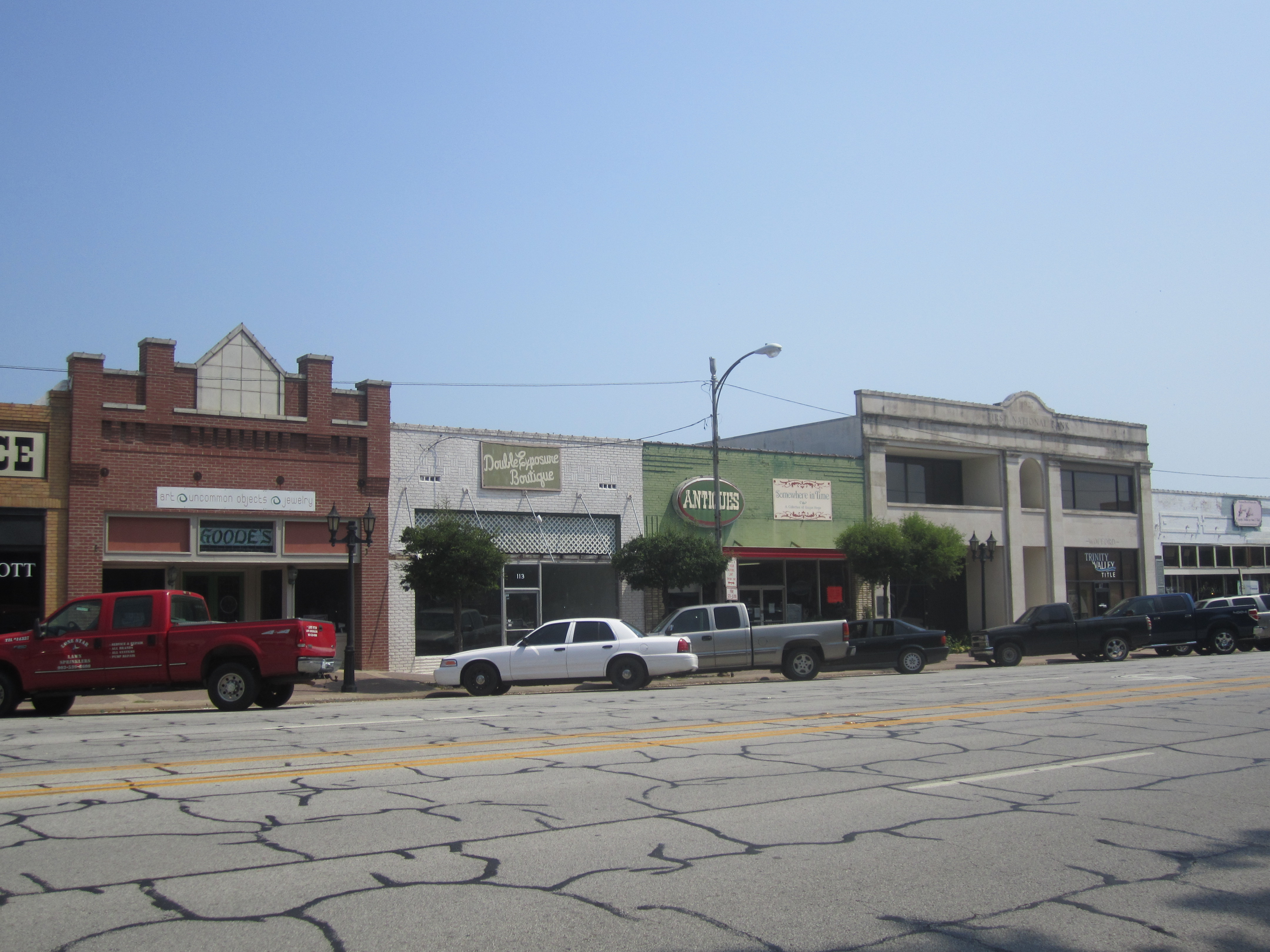
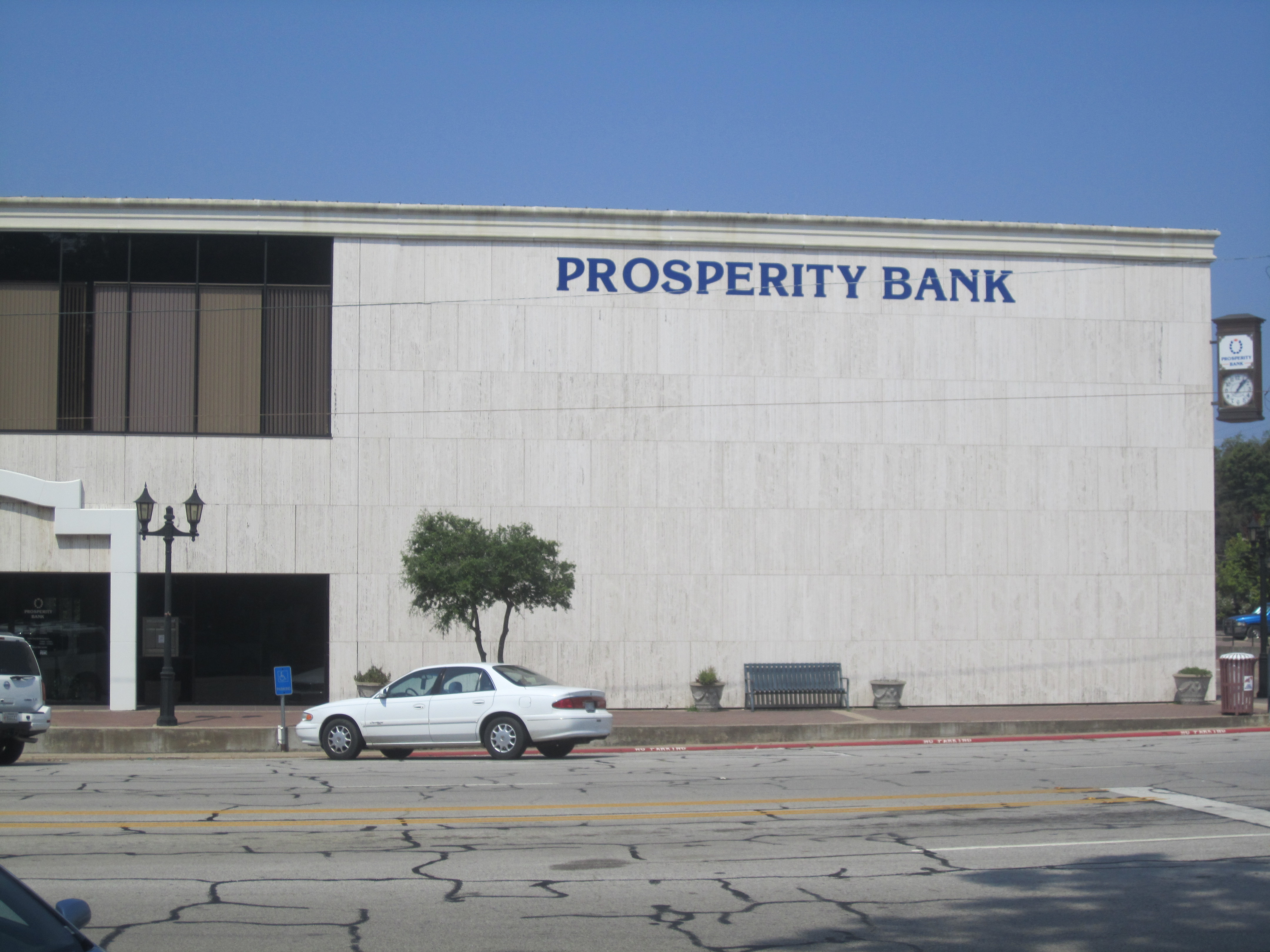
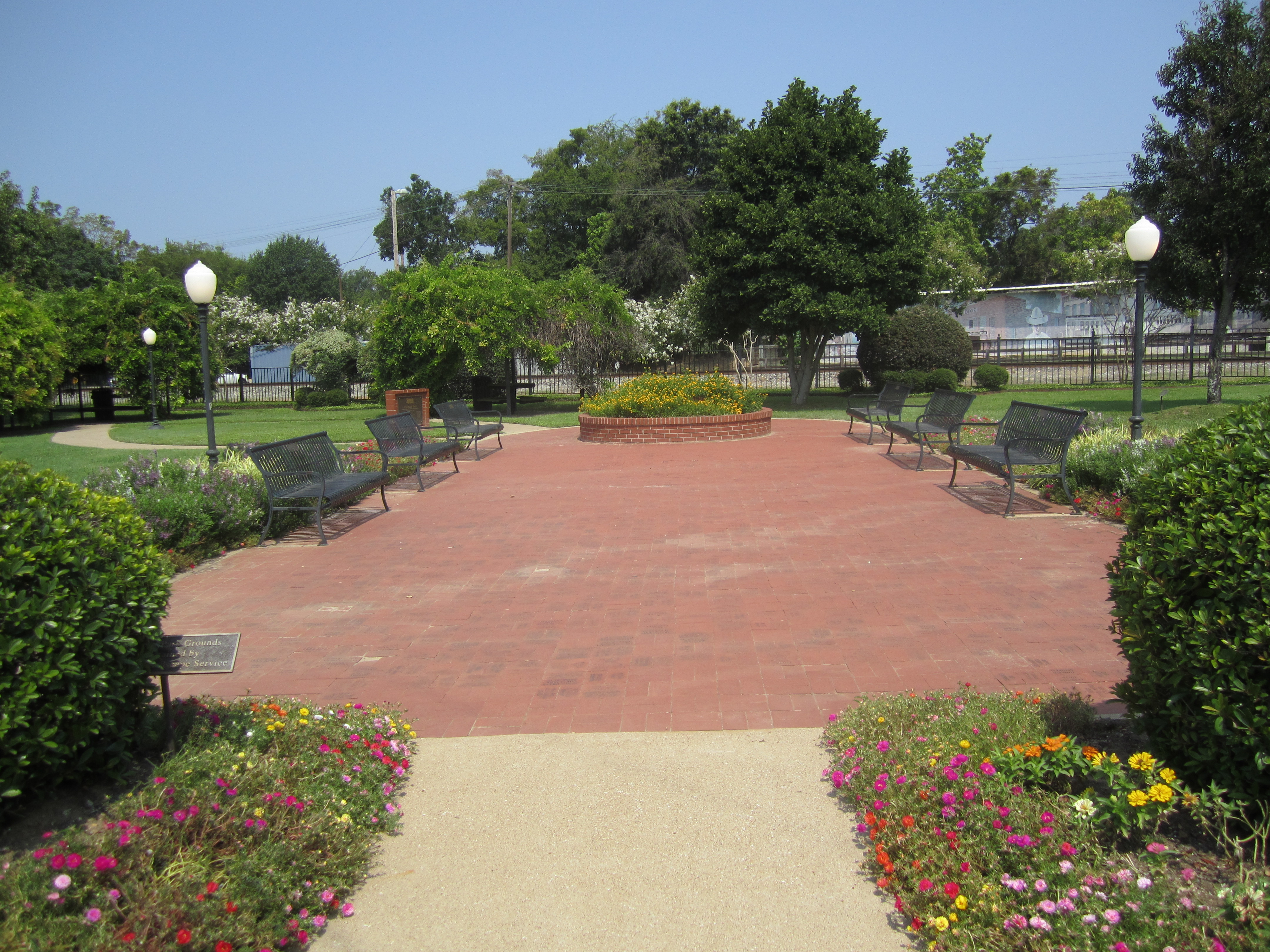
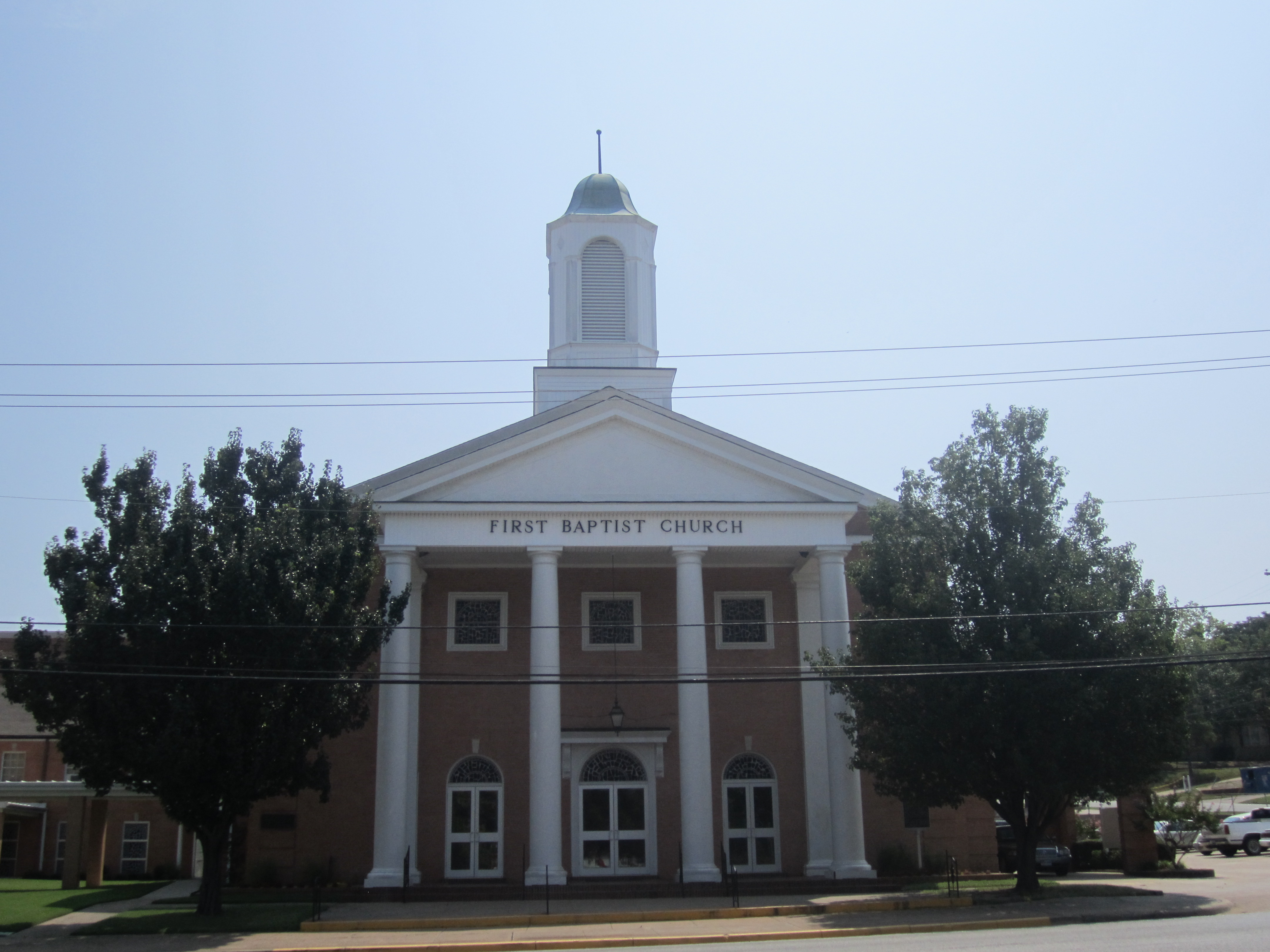